# Утренний вестник
«Утренний вестник» (макед. Утрински Весник) — ежедневная газета в Северной Македонии, выходившая до 2017 года.
Первый выпуск газеты вышел 23 июня 1999 года. Позже газета была продана немецкой компании WAZ. Главный редактор Любчо Поповски (2009). Газета издавалась ежедневно, кроме воскресенья. По пятницам к газете выходило приложение «Magazin +».

## Отношение к Болгарии
По мнению общественности в Болгарии и болгар, живущих в Северной Македонии, газета отличалась открытой антиболгарской пропагандой и ненавистью к болгарам. Газета публиковала и карикатуры, которые осмеивали и унижали болгар. В электронной версии газеты не допускались какие-либо комментарии, написанные на болгарском языке.